# 星海音乐厅

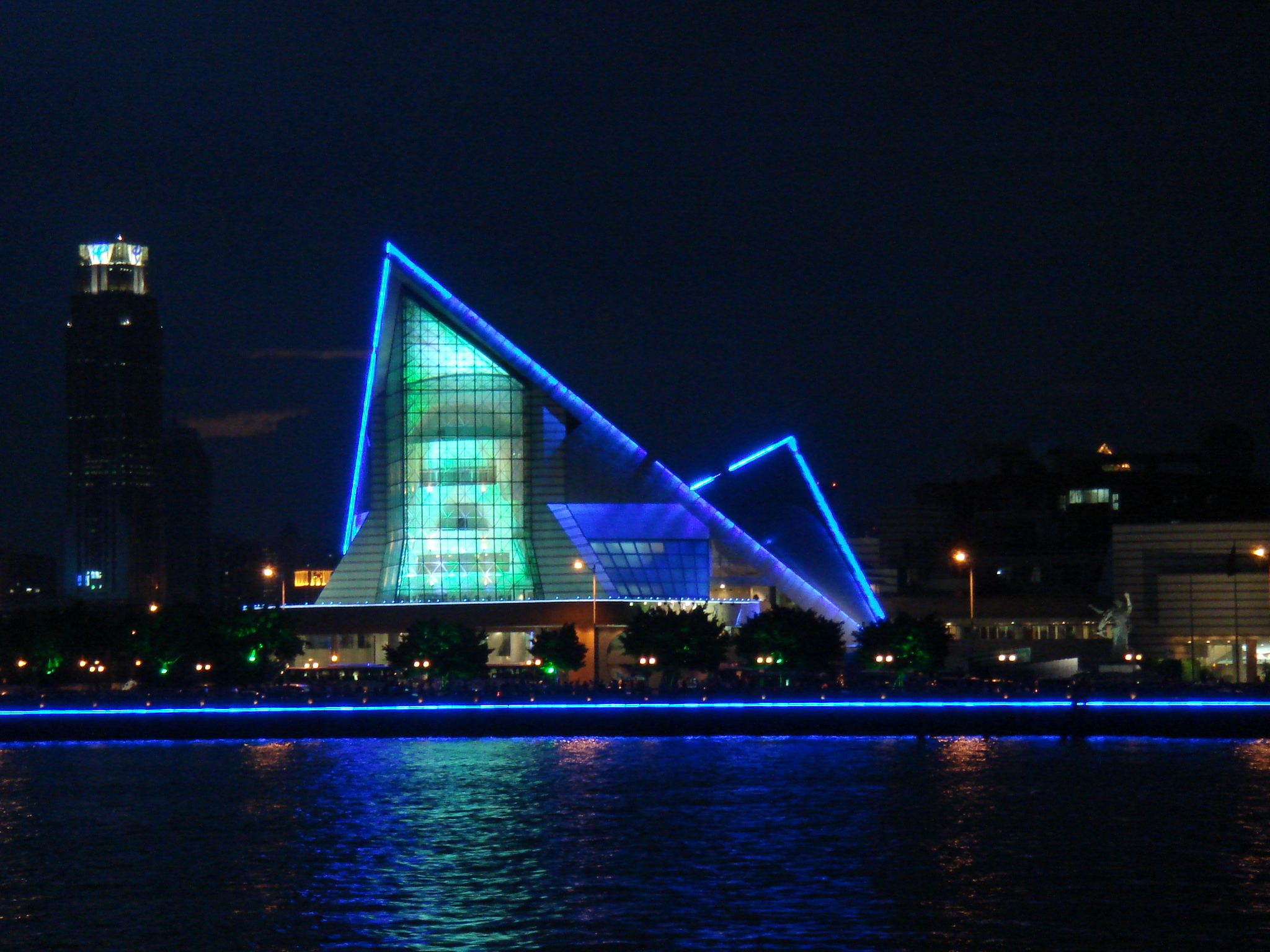
星海音乐厅夜景

星海音樂廳位于中國廣東省廣州市珠江河畔的二沙島上，音樂廳以中華民國時期著名广东籍音樂家冼星海命名，占地面积1.4万平方米，建筑面积1.8万平方米，设有1500座位的交响乐演奏大厅、460座位的室内乐演奏厅、100座位的视听欣赏室和4800平方米的音乐文化广场，是目前中國大陸規模最大的音樂廳之一。星海音樂廳東邊是廣東美術館，北邊是廣東華僑博物館，三者形成富有特色的文化景观。

## 簡介
1992年7月，星海音乐厅建设工程正式动工，经过数次修改设计，投资规模由最初的4800万元增至2.5亿元，由华南理工大学建筑设计研究院擔任總設計單位。1998年3月3日，星海音乐厅举行落成典礼，举行首场演出——纪念周恩来诞辰100周年音乐会。1998年6月13日（冼星海诞生日），星海音乐厅举行第一场公开商业性演出——广州交响乐团“珠江乐韵星海情”音乐会。

## 结构

### 交响乐演奏厅

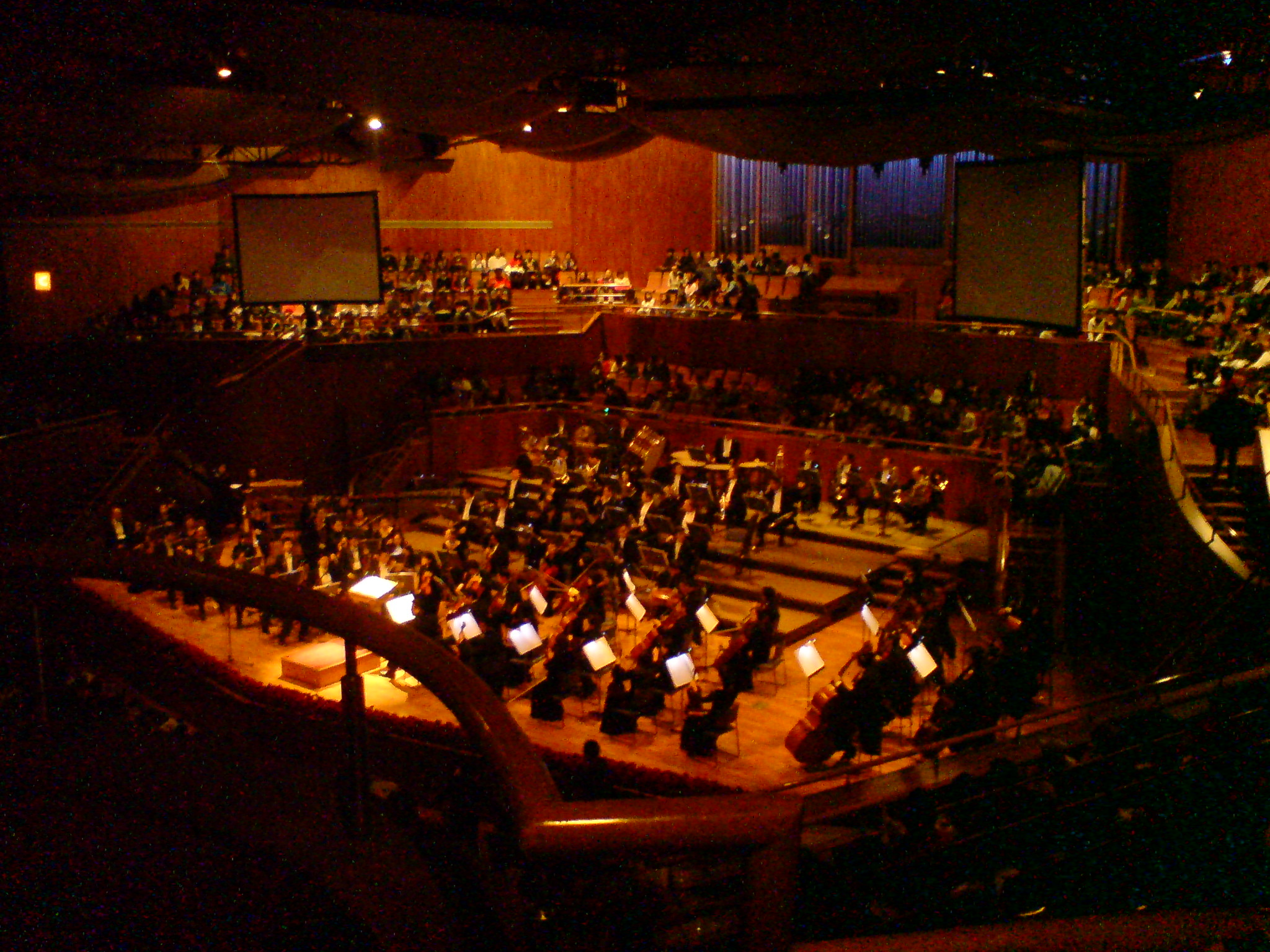
星海音乐厅的交响乐厅

交響樂演奏大廳是音樂廳的主體部分，是目前国内最大的纯自然声演奏厅之一，观众席呈山谷梯田型，设有堂座、厢座、楼座和廊座共1500座位，每個座位收到的音頻基本均勻，據《中国建设发展》1999年第一期介紹，交響樂演奏廳的综合声学指标达到国际一流的专业交响音乐厅标准。厅堂跨度80米，大厅穹顶吊有40余只玻璃钢调音体；舞臺正上方是由捷克引進，目前中國最大的管風琴，啟用之初原為東南亞最大的管風琴，2017年起為第二大。
注意，星海音乐厅内安装有移动电话信号屏蔽器，在演出时主办单位会屏蔽通讯讯号以保证演出没有其他声音的骚扰。

### 室内乐演奏厅
室內樂演奏廳中設有460座。厅內的墙上安裝有可调幕帘1台和吸音转体29台。該廳设有演奏台、音控室、放映室、休息厅等设施，在这里除举办室内乐、重奏、独奏、独唱外，也可举办单、双、三人舞演出、独幕剧表演等，因而又被称為多功能廳。
音樂廳的主體東側為4800平方米的音樂文化廣場，廣場上有冼星海像、音樂噴泉、水上音樂舞臺等。
音樂廳的銘牌由時任中共廣東省委書記的謝非親自題寫。

## 乐器
星海音乐厅为满足各國交响乐团及演奏家的需要，配置了德国产Steinway平台钢琴两台，奥地利产Bosendorfer平台钢琴两台，日本产Yamaha平台钢琴一台，美国产马林巴琴一台，美国产竖琴一架，美国产定音鼓一套。

## 演出
曾有众多世界性樂團在星海音樂廳演出，如：
- 巴黎管弦乐团
- 法兰克福广播交响乐团
- 俄罗斯国家交响乐团
- 英國廣播公司苏格兰交响乐团
- 卢森堡爱乐乐团
- 芬兰室内乐团
- 鲍罗丁弦乐四重奏团
- 朱莉亚弦乐四重奏

## 外部連結
- 星海音樂廳官方網站 （页面存档备份，存于）
- 星海音樂廳建筑與設施介紹

23°6′37.25″N 113°18′0.69″E / 23.1103472°N 113.3001917°E